# Polypodium japonicum
Polypodium japonicum là một loài dương xỉ trong họ Polypodiaceae. Loài này được Houtt. mô tả khoa học đầu tiên năm 1783.
Danh pháp khoa học của loài này chưa được làm sáng tỏ. 